# Jōdō

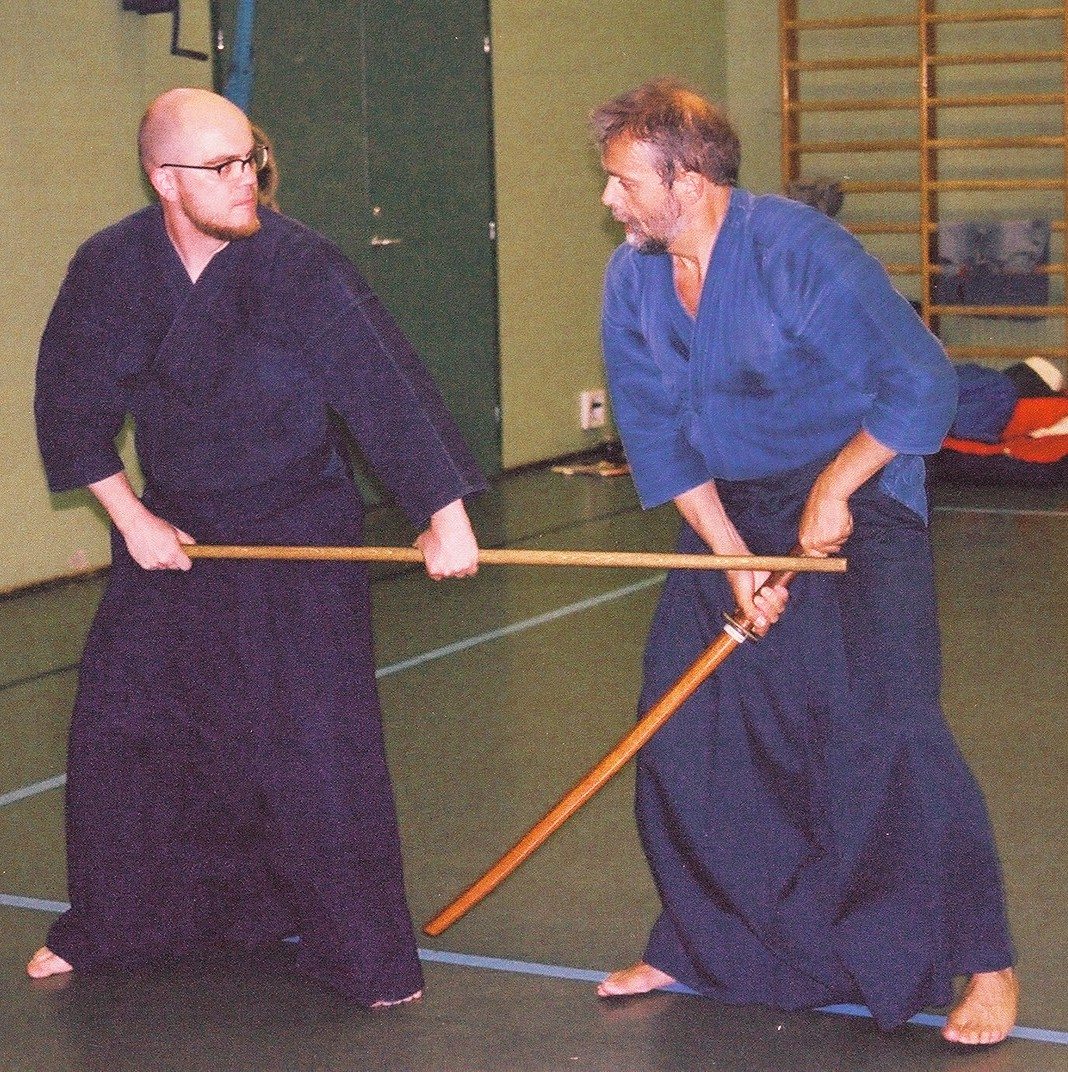
Dos personas practicando jōdō

El jōdō (杖道) ("el camino del jō") o jōjutsu (杖術) ("la técnica del jō"), es el tipo de arte marcial japonés donde se ataca al oponente con un jō, palo ceremonial o bastón, de aproximadamente un metro de longitud.

## Orígenes

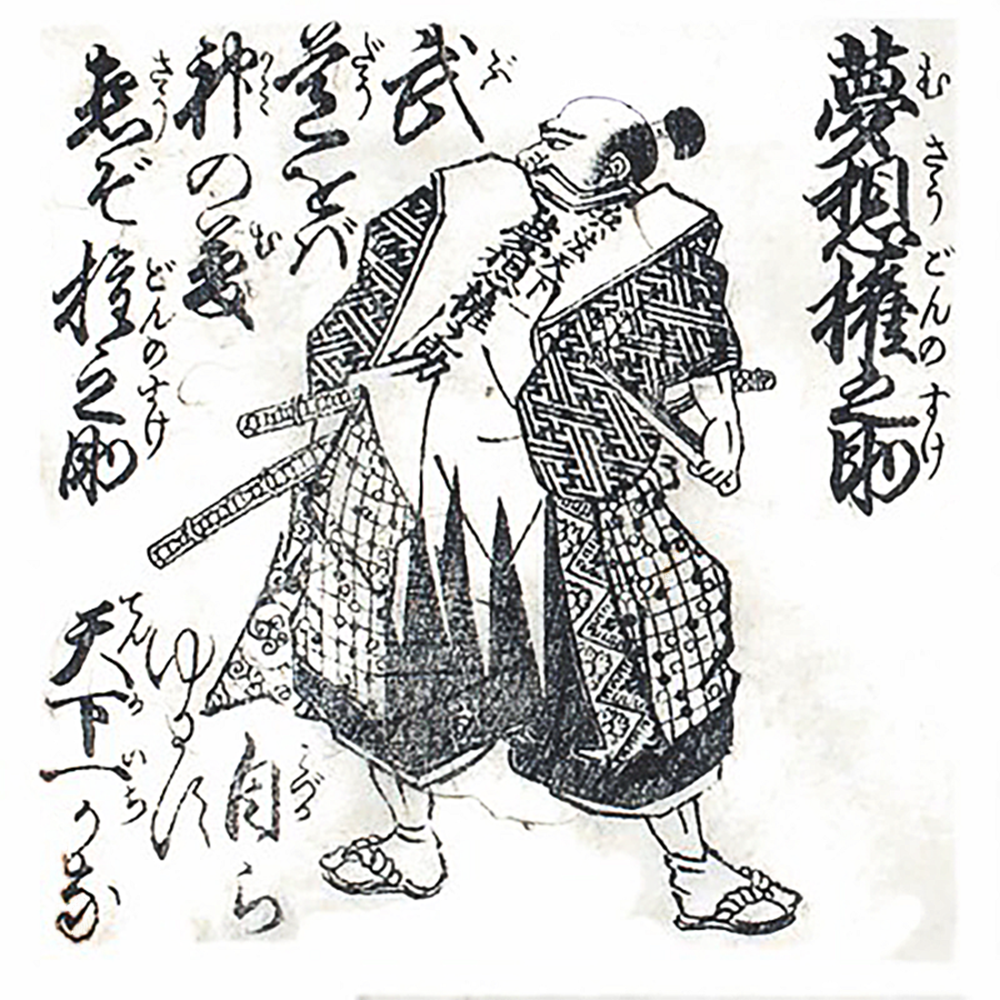
El samurái Musō Gonnosuke

El jōdō fue desarrollado por primera vez en Japón en el siglo XVII por Musō Gonnosuke Katsuyoshi, un reconocido guerrero y experto en el arte del manejo de la katana en el estilo Tenshin Shōden Katori shintō-ryū, con licencia para enseñar y rango menkyo en la disciplina, se había convertido en la cabeza del estilo. Gonosuke se embarcó en lo que se denomina cabellería andante (武者修行 musha shugyō?) (el equivalente a la búsqueda o el peregrinaje de los caballeros errantes europeos de la Edad Media) recorriendo todo Japón. Se batió en duelo con numerosos adversarios sin conocer la derrota hasta, según la leyenda, se enfrentó al famoso espadachín Miyamoto Musashi con su bō (bastón largo). En esta lucha Musashi salió victorioso y le perdonó la vida.
Después de su derrota, Gonnosuke se confinó al santuario Kamado, ubicado en el monte Hōman de la provincia de Chikuzen, Kyushu, donde se dedicó a meditar y a hacer ejercicios espirituales hasta que una noche tuvo una epifanía de un mensajero divino que le dijo: «el plexo solar aparecerá aparecerá con un palo de madera» (丸木をもって水月を知れ maruki wo motte suigetsu o shire?). Basándose en esta idea, Gonnosuke acortó la longitud del bō a 128 cm y creó un sistema de lucha con este.
El sistema que Gonnosuke ideó es en realidad una síntesis de los métodos que utilizaba con otras armas su arsenal; incluyendo técnicas o movimientos provenientes de los golpes utilizando bō, los cortes con sables (o ken), los golpes fuertes con naginata y las arremetidas usando yari (o lanzas). Respectivamente, estas técnicas pueden encontrarse en las artes de esgrima del bōjutsu, el kenjutsu o moderno kendō, el naginatajutsu, y el sōjutsu.[cita requerida]
Según algunas versiones de la historia, posteriormente el camino de estos dos guerreros se volvió a cruzar, pero en esta ocasión fue Muso Gonosuke el que, con sus nuevas técnicas y el uso del jō, logró derrotar a Musashi; y honorable y recíprocamente le perdonó la vida al igual que como anteriormente se le había sido perdonada la de él.[cita requerida]
Más allá de leyendas, no hay mucha documentación histórica que respalde esta historia.
Con el tiempo su renombre llegó a oídos del clan samurái Kuroda donde le ofrecieron el puesto de instructor de artes marciales. Los cinco principios originales que inventó se fueron ampliando hasta abarcar un total de 64 kata en la actualidad, todas ellas contra un Ōdachi o tachi (espada larga), kodachi (espada corta) o las dos en combinación (nitō) al estilo de Miyamoto Musashi.[cita requerida]
El Shintō Musō-ryū es la tradición madre de los más de 70 estilos de jōjutsu que se desarrollaron posteriormente e incluye también en su currículum kenjutsu (sable), tambō (bastón corto) y las llamadas «artes asociadas», que incluyen otras armas clásicas como el jittejutsu (especie de porra de metal), el kusarigama-jutsu (tipo de guadaña con cadena) y el hojō-jutsu (el arte de atar al detenido).[cita requerida]
Hasta el siglo XX, el jōjutsu fue un arte relativamente desconocido y enseñado casi en, secreto exclusivamente en los confines del clan Kuroda, en la isla de Kyūshū. Se hizo popular gracias principalmente a los esfuerzos del maestro Shimizu Takaji, líder del estilo que se trasladó a Tokio, cual internacionalizó enseñando tanto a civiles como a los cuerpos de seguridad. Desde los años 1950 y tras la abolición de la prohibición de la enseñanza de artes marciales en Japón después de la Segunda Guerra Mundial (1939-1945), el jōdō ha surgido de nuevo e ido ganando adeptos por todo el mundo.[cita requerida]

## Práctica y variantes
El jōdō puede ser practicado por todos, evitando las caídas o los golpes violentos y sin control, el objetivo principal del arte es dominar al adversario manteniendo el espíritu fuerte y siempre vigilante (zanshin).
El aprendizaje se divide en kata, que vienen a ser unos modelos fijos de movimientos en las que se simula un combate con diferentes gestos.
En la actualidad hay 2 variantes en la práctica del jōdō. La clásica proveniente del jojutsu de la escuela shinto Muso ryu y la promovida por la Zen Nihon kendō Renmei Jōdō, o seitei jōdo, creada por el maestro Shimizu Takaji y presentada y aceptada por la federación japonesa de Kendo o All Japan Kendo Federation (AJKF) o Zen Nihon Kendō Renmei (全日本剣道連盟 abreviada 全剣連 Zen Ken Ren) desde 1968. 
La escuela clásica o shinto Muso ryu entrena y desarrolla los contenidos de las kata en dinámicas de aprendizaje. Siendo estas:
- Omote (dos formas con el objetivo de entrenar técnicas básicas para conseguir una buena postura, apariencia y técnica)
- Chūdan (13 formas de nivel intermedio; el movimiento es intenso y se requiere velocidad)
- Ran'ai　(esta es la síntesis de omote y chūdan)
- Kage (estas se dirigen al entrenamiento de la mente y la actitud; consisten en 14 formas. No son muy veloces, pero se precisa la plena aportación del espíritu; es la base del entrenamiento de la mente: aquí el alumno puede encontrar una verdadera «sensación de budō»)
- Gohon no midare (estas son las formas concebidas por el maestro de la 25.ª generación, Shimizu Takaji Katsuyasu. Esta es la síntesis de omote, chüdan y kage y también la desarrollada ran'ai.)
- Samidare (samidare puede ser definida el nivel medio del entrenamiento de la mente. La técnica también requiere dignidad; estas son las formas más elevadas las cuales no pueden conseguirse sin una perfecta armonía de mente, técnica y cuerpo.)
- Okuden (Estas son las formas únicamente instruidas a una persona que sobresale en mente, técnica y cuerpo después de un entrenamiento de largos años.)
- Gokui (gomusono-jo)(Formas exclusivas y secretas del shinto Muso ryu)

La Federación Japonesa de Kendo (全日本剣道連盟 zen nihon kendō renmei?) o All-Japan Kendo Federation (AJKF), en su sección para la promoción del jōdo o Zen Nihon kendō Renmei Jōdō, más conocido como Seitei Jōdo emplea el aprendizaje de los movimientos básicos o kihon y de 12 formas o kata, así:
| Kihon | Kata |
| --- | --- |
| 12 técnicas básicas practicadas de forma independiente (Tandoku dosa) y en parejas (Sotai dosa) | 12 kata ligeramente modificados sacados del Shinto Muso-ryu Jōdō incluyendo dos kata creadas exclusivamente para el Seitei Jōdo |
| 1. Honte Uchi 2. Gyakute Uchi 3. Hiki Otoshi Uchi 4. Kaeshi Zuki 5. Gyakute Zuki 6. Maki Otoshi 7. Kuri Tsuke 8. Kuri Hanashi 9. Tai Atari 10. Tsuki Hazushi Uchi 11. Dobarai Uchi 12. Tai Hazushi Uchi (lados izquierdo y derecho) | 1. ipponme (Tsuki Zue) 2. nihonme (Suigetsu) 3. sanbonme (Hissage) 4. yonhonme (Shamen) 5. gohonme (Sakan) 6. ropponme (Monomi) 7. nanahonme (Kasumi) 8. hachihonme (Tachi Otoshi) 9. kyuhonme (Rai Uchi) 10. jupponme (Seigan) 11. jūipponme (Midare Dome) 12. jūnihonme (Ran Ai) |

El método seitei usa el sistema de grados (kyu - dan), y realiza competencias donde se evalúa la ejecución por parejas del uchidachi (o participante con sable) y shijo (o participante con el jo), por un panel de jueces, quienes otorgan puntos según la ejecución apropiada de las técnicas.

## Otras escuelas
Generalmente el jōdo es practicado por medio de ejercicios en solitario, y kata o formas ejecutadas por dos personas; una, armada del jō, y otra, de un bokken, o sable de madera, y en ocasiones con el sable real o katana, en los grados superiores.
La variante Sei Ryu Kai fue formada por Nishioka sensei como un estilo dentro del  Shinto Muso Ryu Jodo , basado en las enseñanzas del ya fallecido shihan, Shimizu Takaji Katsuyashi. El nombre de Sei Ryu Kai tiene su origen en los caracteres del nombre del maestro Shimizu, y no es solo el nombre de la organización sino también una palabra para describir un estilo independiente dentro de Shinto Muso Ryu Jōdo. La Sei Ryu Kai (ambos, la organización y el estilo de Jōdo) ha sido aceptados por la Federación Internacional de Jōdo. La FIJ está presidida por los dos únicos “Menkyo Kaiden (portadores de licencia para enseñar) extranjeros del maestro Nishioka, Pascal Krieger y Phil Reilnick así como por el experimentado budoka y ya “Menkyo” Quentin Chambers.
Nishioka sensei enseñó los últimos años de su vida en el dōjō Bunbukan, en el área de Asagaya, en Tokio. Hasta que finalmente falleció el 8 de febrero de 2014, el día después de cumplir 90 años.